# Vuelta a la Comunidad de Madrid
Vuelta a la Comunidad de Madrid – kolarski wyścig wieloetapowy, rozgrywany w Hiszpanii w okolicach Madrytu od 1983. Zaliczany jest do cyklu UCI Europe Tour, w którym posiada kategorię 2.1.

## Pierwsze trójki
| Rok                 | Pierwsze                 | Drugie                         | Trzecie                |
| ------------------- | ------------------------ | ------------------------------ | ---------------------- |
| 1983                | Ángel Mayordomo          | Joan Caldentey Perelló         | Laudelino Cubino       |
| 1984                | Anselmo Fuerte           | Manuel Guijarro Doménech       | Roberto Torres         |
| 1985                | Juan Carlos Chouzas      | José Ignacio Cano              | Joaquim Faura          |
| 1986                | Antonio Sampedro         | Iván Alemany                   | José Ignacio Moratinos |
| 1987                | Santos Hernández         | Fabrizio Bontempi              | Pedro Antonio Marquina |
| 1988 nie rozgrywano |                          |                                |                        |
| 1989                | Torres Herrerias         |                                |                        |
| 1990                | Bernardo González        | Juan Carlos García González    | Manuel Pascual Soler   |
| 1991                | David Plaza              |                                |                        |
| 1992                | Javier Díaz              | Juan Carlos Domínguez          | Ramon García           |
| 1993                | Javier Díaz              |                                |                        |
| 1994                | David Plaza              | Mariano Moreda                 | Domingo José Segado    |
| 1995                | José Luis Rebollo Aguado | Miguel Ángel Martín Perdiguero | Isaac Villanueva       |
| 1996                | David Navas              | César García Calvo             | David Martínez         |
| 1997                | Władisław Borisow        |                                |                        |
| 1998 nie rozgrywano |                          |                                |                        |
| 1999                | Alberto Hierro Seco      |                                |                        |
| 2000                | Sergio Villamil          | Pablo Fernández Pérez          | David Arroyo           |
| 2001 nie rozgrywano |                          |                                |                        |
| 2002                | Carlos Castaño           |                                |                        |
| 2003                | Antonio López            | Mikel Elgezabal                | Julio Domínguez        |
| 2004                | Antonio López            | Gustavo Toledo                 | Mauricio Ortega        |
| 2005 nie rozgrywano |                          |                                |                        |
| 2006                | Sergi Escobar            | Jesús Ramírez                  | Michaił Ignatjew       |
| 2007                | Manuel Lloret            | Ángel Vicioso                  | Carlos Castaño         |
| 2008                | Oleh Tschuschda          | Francisco Mancebo              | Constantino Zaballa    |
| 2009                | Héctor Guerra            | Alejandro Valverde             | Xavier Tondó           |
| 2010                | Sergio Pardilla          | Fortunato Baliani              | Iván Melero            |
| 2011                | Rui Costa                | Javier Moreno                  | Jonathan Castroviejo   |
| 2012                | Siergiej Firsanow        | Nairo Quintana                 | Rémy Di Grégorio       |
| 2013                | Javier Moreno            | Mikel Landa                    | Delio Fernández        |
| 2014 nie rozgrywano |                          |                                |                        |
| 2015                | Jewgienij Szałunow       | Diego Rubio                    | Alberto Gallego        |
| 2016                | Juan José Lobato         | Jesús Herrada                  | Daniele Ratto          |
| 2017                | Óscar Sevilla            | Raúl Alarcón                   | Fabricio Ferrari       |
| 2018                | Edgar Pinto              | Fabio Duarte                   | Jonathan Caicedo       |
| 2019                | Clément Russo            | Romain Hardy                   | Carlos Barbero         |